# 아이언 팜
아이언 팜은 2002년 공개된 대한민국의 영화이다.

## 배역
- 차인표 : 아이언 팜 역
- 김윤진 : 지니 역
- 박광정 : 동석 역
- 찰스 전 : 에드머럴 역